# Aystetten
Aystetten è un comune tedesco di 2 916 abitanti, situato nel land della Baviera.